# Wahlkreis Molfetta (Camera dei deputati)
Der Wahlkreis Molfetta war von 1993 bis 2007 und ist seit 2017 wieder ein Wahlkreis (italienisch collegio elettorale) für die Wahl der Abgeordnetenkammer.

## Von 1993 bis 2005

### Wahlkreisgebiet
Der Wahlkreis umfasste 2 Gemeinden (Bisceglie und Molfetta).

### Wahlergebnisse

#### Parlamentswahl 1994

##### Direktstimmen
| Kandidaten               | Kandidaten                     | Parteien                                          | Stimmen | %    |
| ------------------------ | ------------------------------ | ------------------------------------------------- | ------- | ---- |
|                          | Francesco Maria Amorusogewählt | Polo del Buon Governo (FI – AN – CCD – UdC – PLD) | 25.461  | 40,9 |
|                          | Francesco Napoletano           | Progressisti                                      | 16.593  | 26,6 |
|                          | Pasquale Sergio Di Gioia       | Patto per l’Italia                                | 10.705  | 17,2 |
|                          | Leonardo Antonio Visaggio      | Lista Marco Pannella – Riformatori                | 6.539   | 10,5 |
|                          | Tommaso Lioce                  | Solidarietà e Progresso                           | 3.008   | 4,8  |
| Gesamt                   | Gesamt                         | Gesamt                                            | 62.306  | 100  |
|                          |                                |                                                   |         |      |
| Ungültige Stimmen        | Ungültige Stimmen              | Ungültige Stimmen                                 | 7.141   | 10,3 |
| Wähler                   | Wähler                         | Wähler                                            | 69.447  | 74,8 |
| Wahlberechtigte          | Wahlberechtigte                | Wahlberechtigte                                   | 92.845  |      |
|                          |                                |                                                   |         |      |
| Quelle: Innenministerium |                                |                                                   |         |      |

##### Listenstimmen
| Parteien                           | Parteien                        | Parteien                             | Stimmen | %    |
| ---------------------------------- | ------------------------------- | ------------------------------------ | ------- | ---- |
|                                    | Progressisti                    | Partito della Rifondazione Comunista | 6.625   | 10,8 |
| Partito Democratico della Sinistra | Progressisti                    | 6.212                                | 10,1    |      |
| Federazione dei Verdi              | Progressisti                    | 2.400                                | 3,9     |      |
| La Rete                            | Progressisti                    | 1.798                                | 2,9     |      |
| Partito Socialista Italiano        | Progressisti                    | 1.378                                | 2,2     |      |
| Alleanza Democratica               | Progressisti                    | 1.146                                | 1,9     |      |
| ↳ Gesamt                           | Progressisti                    | 19.559                               | 31,9    |      |
|                                    | Patto per l’Italia              | Partito Popolare Italiano            | 8.870   | 14,5 |
| Patto Segni                        | Patto per l’Italia              | 8.068                                | 13,2    |      |
| ↳ Gesamt                           | Patto per l’Italia              | 16.938                               | 27,6    |      |
|                                    | Polo del Buon Governo           | Alleanza Nazionale                   | 15.344  | 25,0 |
|                                    | Lista Marco Pannella            | Lista Marco Pannella                 | 4.320   | 7,1  |
|                                    | Programma Italia                | Programma Italia                     | 2.972   | 4,9  |
|                                    | Solidarietà e Progresso         | Solidarietà e Progresso              | 740     | 1,2  |
|                                    | Socialdemocrazia per le Libertà | Socialdemocrazia per le Libertà      | 395     | 0,6  |
|                                    | Lega d’Azione Meridionale       | Lega d’Azione Meridionale            | 289     | 0,5  |
|                                    | Alleanza Popolare               | Alleanza Popolare                    | 204     | 0,3  |
|                                    | Unione Popolare                 | Unione Popolare                      | 128     | 0,2  |
|                                    | Democrazia e Solidarietà        | Democrazia e Solidarietà             | 127     | 0,2  |
|                                    | Utopia                          | Utopia                               | 101     | 0,2  |
|                                    | Alleanza di Programma           | Alleanza di Programma                | 97      | 0,2  |
|                                    | Rinascita Salentina             | Rinascita Salentina                  | 52      | 0,1  |
| Gesamt                             | Gesamt                          | Gesamt                               | 61.266  | 100  |
|                                    |                                 |                                      |         |      |
| Ungültige Stimmen                  | Ungültige Stimmen               | Ungültige Stimmen                    | 8.181   | 11,8 |
| Wähler                             | Wähler                          | Wähler                               | 69.447  | 74,8 |
| Wahlberechtigte                    | Wahlberechtigte                 | Wahlberechtigte                      | 92.845  |      |
|                                    |                                 |                                      |         |      |
| Quelle: Innenministerium           |                                 |                                      |         |      |

#### Parlamentswahl 1996

##### Direktstimmen
| Kandidaten               | Kandidaten                     | Parteien            | Stimmen | %    |
| ------------------------ | ------------------------------ | ------------------- | ------- | ---- |
|                          | Francesco Maria Amorusogewählt | Polo per le Libertà | 31.006  | 51,6 |
|                          | Claudio Fava                   | L’Ulivo             | 25.157  | 41,9 |
|                          | Mauro De Robertis              | Ambientalisti       | 3.873   | 6,5  |
| Gesamt                   | Gesamt                         | Gesamt              | 60.036  | 100  |
|                          |                                |                     |         |      |
| Ungültige Stimmen        | Ungültige Stimmen              | Ungültige Stimmen   | 4.997   | 7,7  |
| Wähler                   | Wähler                         | Wähler              | 65.033  | 68,7 |
| Wahlberechtigte          | Wahlberechtigte                | Wahlberechtigte     | 94.701  |      |
|                          |                                |                     |         |      |
| Quelle: Innenministerium |                                |                     |         |      |

##### Listenstimmen
| Parteien                                          | Parteien                             | Parteien                             | Stimmen | %    |
| ------------------------------------------------- | ------------------------------------ | ------------------------------------ | ------- | ---- |
|                                                   | Polo per le Libertà                  | Forza Italia                         | 17.052  | 28,9 |
| Alleanza Nazionale                                | Polo per le Libertà                  | 11.389                               | 19,3    |      |
| CCD – CDU                                         | Polo per le Libertà                  | 3.787                                | 6,4     |      |
| ↳ Gesamt                                          | Polo per le Libertà                  | 32.228                               | 54,7    |      |
|                                                   | L’Ulivo                              | Partito Democratico della Sinistra   | 8.571   | 14,5 |
| Popolari per Prodi (PPI – SVP – PRI – UD – Prodi) | L’Ulivo                              | 2.528                                | 4,3     |      |
| Rinnovamento Italiano                             | L’Ulivo                              | 2.388                                | 4,1     |      |
| Federazione dei Verdi                             | L’Ulivo                              | 1.750                                | 3,0     |      |
| ↳ Gesamt                                          | L’Ulivo                              | 15.237                               | 25,8    |      |
|                                                   | Partito della Rifondazione Comunista | Partito della Rifondazione Comunista | 6.679   | 11,3 |
|                                                   | Ambientalisti                        | Ambientalisti                        | 2.070   | 3,5  |
|                                                   | Lista Pannella – Sgarbi              | Lista Pannella – Sgarbi              | 900     | 1,5  |
|                                                   | Fiamma Tricolore                     | Fiamma Tricolore                     | 667     | 1,1  |
|                                                   | Gruppo Indipendente Libertà          | Gruppo Indipendente Libertà          | 413     | 0,7  |
|                                                   | Partito Socialista                   | Partito Socialista                   | 377     | 0,6  |
|                                                   | Mani Pulite                          | Mani Pulite                          | 233     | 0,4  |
|                                                   | Lega d’Azione Meridionale            | Lega d’Azione Meridionale            | 155     | 0,3  |
| Gesamt                                            | Gesamt                               | Gesamt                               | 58.959  | 100  |
|                                                   |                                      |                                      |         |      |
| Ungültige Stimmen                                 | Ungültige Stimmen                    | Ungültige Stimmen                    | 6.075   | 9,3  |
| Wähler                                            | Wähler                               | Wähler                               | 65.034  | 68,7 |
| Wahlberechtigte                                   | Wahlberechtigte                      | Wahlberechtigte                      | 94.701  |      |
|                                                   |                                      |                                      |         |      |
| Quelle: Innenministerium                          |                                      |                                      |         |      |

#### Parlamentswahl 2001

##### Direktstimmen
| Kandidaten               | Kandidaten                     | Parteien           | Stimmen | %    |
| ------------------------ | ------------------------------ | ------------------ | ------- | ---- |
|                          | Francesco Maria Amorusogewählt | Casa delle Libertà | 33.272  | 51,8 |
|                          | Rosanna Moroni                 | L’Ulivo            | 22.393  | 34,9 |
|                          | Pasquale Sergio Di Gioia       | Democrazia Europea | 4.772   | 7,4  |
|                          | Nicola Ambrosino               | Lista Di Pietro    | 2.671   | 4,2  |
|                          | Michele Pascarella             | Lista Emma Bonino  | 1.147   | 1,8  |
| Gesamt                   | Gesamt                         | Gesamt             | 64.255  | 100  |
|                          |                                |                    |         |      |
| Ungültige Stimmen        | Ungültige Stimmen              | Ungültige Stimmen  | 8.318   | 11,5 |
| Wähler                   | Wähler                         | Wähler             | 72.573  | 73,9 |
| Wahlberechtigte          | Wahlberechtigte                | Wahlberechtigte    | 98.155  |      |
|                          |                                |                    |         |      |
| Quelle: Innenministerium |                                |                    |         |      |

##### Listenstimmen
| Parteien                       | Parteien                             | Parteien                               | Stimmen | %    |
| ------------------------------ | ------------------------------------ | -------------------------------------- | ------- | ---- |
|                                | Casa delle Libertà                   | Forza Italia                           | 19.065  | 30,0 |
| Alleanza Nazionale             | Casa delle Libertà                   | 11.507                                 | 18,1    |      |
| CCD – CDU                      | Casa delle Libertà                   | 2.925                                  | 4,6     |      |
| Nuovo PSI                      | Casa delle Libertà                   | 351                                    | 0,6     |      |
| ↳ Gesamt                       | Casa delle Libertà                   | 33.848                                 | 53,2    |      |
|                                | L’Ulivo                              | La Margherita (Dem – PPI – RI – Udeur) | 10.763  | 16,9 |
| Democratici di Sinistra        | L’Ulivo                              | 3.822                                  | 6,0     |      |
| Partito dei Comunisti Italiani | L’Ulivo                              | 2.788                                  | 4,4     |      |
| Il Girasole (FdV – SDI)        | L’Ulivo                              | 1.274                                  | 2,0     |      |
| ↳ Gesamt                       | L’Ulivo                              | 18.647                                 | 29,3    |      |
|                                | Partito della Rifondazione Comunista | Partito della Rifondazione Comunista   | 4.108   | 6,5  |
|                                | Lista Di Pietro                      | Lista Di Pietro                        | 3.138   | 4,9  |
|                                | Democrazia Europea                   | Democrazia Europea                     | 2.022   | 3,2  |
|                                | Lista Emma Bonino                    | Lista Emma Bonino                      | 902     | 1,4  |
|                                | Fiamma Tricolore                     | Fiamma Tricolore                       | 735     | 1,2  |
|                                | Lega d’Azione Meridionale            | Lega d’Azione Meridionale              | 83      | 0,1  |
|                                | Paese Nuovo                          | Paese Nuovo                            | 64      | 0,1  |
|                                | Abolizione Scorporo                  | Abolizione Scorporo                    | 37      | 0,1  |
| Gesamt                         | Gesamt                               | Gesamt                                 | 63.584  | 100  |
|                                |                                      |                                        |         |      |
| Ungültige Stimmen              | Ungültige Stimmen                    | Ungültige Stimmen                      | 8.989   | 12,4 |
| Wähler                         | Wähler                               | Wähler                                 | 72.573  | 73,9 |
| Wahlberechtigte                | Wahlberechtigte                      | Wahlberechtigte                        | 98.155  |      |
|                                |                                      |                                        |         |      |
| Quelle: Innenministerium       |                                      |                                        |         |      |

## Von 2017 bis 2020

### Wahlkreisgebiet
Der Wahlkreis umfasste Gemeinden: 

### Wahlergebnisse

#### Parlamentswahl 2018
| Kandidaten               | Kandidaten               | Stimmen | %    | Listen                              | Stimmen | %    |
| ------------------------ | ------------------------ | ------- | ---- | ----------------------------------- | ------- | ---- |
|                          | Francesca Galiziagewählt | 54.369  | 43,7 | Movimento 5 Stelle                  | 54.369  | 43,7 |
|                          | Luigi Perrone            | 35.840  | 28,8 | Forza Italia                        | 20.891  | 16,8 |
| Lega                     | Luigi Perrone            | 35.840  | 28,8 | 5.977                               | 4,8     |      |
| Fratelli d’Italia        | Luigi Perrone            | 35.840  | 28,8 | 5.425                               | 4,4     |      |
| Noi con l’Italia – UDC   | Luigi Perrone            | 35.840  | 28,8 | 3.547                               | 2,9     |      |
|                          | Francesco Carlo Spina    | 24.318  | 19,6 | Partito Democratico                 | 20.562  | 16,5 |
| +Europa                  | Francesco Carlo Spina    | 24.318  | 19,6 | 1.950                               | 1,6     |      |
| Civica Popolare          | Francesco Carlo Spina    | 24.318  | 19,6 | 956                                 | 0,8     |      |
| Italia Europa Insieme    | Francesco Carlo Spina    | 24.318  | 19,6 | 850                                 | 0,7     |      |
|                          | Nicola Bavaro            | 5.181   | 4,2  | Liberi e Uguali                     | 5.181   | 4,2  |
|                          | Teresa Racanati          | 2.323   | 1,9  | Potere al Popolo!                   | 2.323   | 1,9  |
|                          | Nicola Francesco Quatela | 896     | 0,7  | Il Popolo della Famiglia            | 896     | 0,7  |
|                          | Alessandra Galliani      | 688     | 0,6  | CasaPound Italia                    | 688     | 0,6  |
|                          | Vito Barletta            | 371     | 0,3  | Partito Comunista                   | 371     | 0,3  |
|                          | Martino Martellino       | 190     | 0,2  | 10 Volte Meglio                     | 190     | 0,2  |
|                          | Vito Francia             | 97      | 0,1  | Partito Repubblicano Italiano – ALA | 97      | 0,1  |
| Gesamt                   | Gesamt                   | 124.273 | 100  |                                     | 124.273 | 100  |
|                          |                          |         |      |                                     |         |      |
| Ungültige Stimmen        | Ungültige Stimmen        | 4.170   | 3,2  |                                     |         |      |
| Wähler                   | Wähler                   | 128.443 | 67,5 |                                     |         |      |
| Wahlberechtigte          | Wahlberechtigte          | 190.165 |      |                                     |         |      |
|                          |                          |         |      |                                     |         |      |
| Quelle: Innenministerium |                          |         |      |                                     |         |      |

## Seit 2020

### Wahlkreisgebiet
| Wahlkreise – Camera dei deputati – Apulien | Wahlkreise – Camera dei deputati – Apulien   | Wahlkreise – Camera dei deputati – Apulien                         |
| Provinz                                    | Provinz                                      | Gemeinden nach Provinzen ⮞ Wahlkreis                               |
| ------------------------------------------ | -------------------------------------------- | ------------------------------------------------------------------ |
|                                            | Metropolitanstadt Bari (41 Gemeinden)        | 9 ⮞ Wahlkreis Bari 17 ⮞ Wahlkreis Molfetta 15 ⮞ Wahlkreis Altamura |
|                                            | Provinz Barletta-Andria-Trani (10 Gemeinden) | 7 ⮞ Wahlkreis Andria 3 ⮞ Wahlkreis Cerignola                       |
|                                            | Provinz Brindisi (20 Gemeinden)              | alle ⮞ Wahlkreis Brindisi                                          |
|                                            | Provinz Foggia (61 Gemeinden)                | 39 ⮞ Wahlkreis Foggia 22 ⮞ Wahlkreis Cerignola                     |
|                                            | Provinz Lecce (96 Gemeinden)                 | 30 ⮞ Wahlkreis Lecce 66 ⮞ Wahlkreis Galatina                       |
|                                            | Provinz Tarent (29 Gemeinden)                | 22 ⮞ Wahlkreis Tarent 7 ⮞ Wahlkreis Altamura                       |

Der Wahlkreis umfasst 17 Gemeinden der Metropolitanstadt Bari.

### Wahlergebnisse

#### Parlamentswahl 2022
| Kandidaten                          | Kandidaten               | Stimmen | %    | Listen                                                  | Stimmen | %    |
| ----------------------------------- | ------------------------ | ------- | ---- | ------------------------------------------------------- | ------- | ---- |
|                                     | Rita Dalla Chiesagewählt | 78.906  | 40,5 | Fratelli d’Italia                                       | 46.618  | 23,9 |
| Forza Italia                        | Rita Dalla Chiesagewählt | 78.906  | 40,5 | 23.008                                                  | 11,8    |      |
| Lega per Salvini Premier            | Rita Dalla Chiesagewählt | 78.906  | 40,5 | 8.275                                                   | 4,2     |      |
| Noi Moderati                        | Rita Dalla Chiesagewählt | 78.906  | 40,5 | 1.005                                                   | 0,5     |      |
|                                     | Nicola Grasso            | 50.410  | 25,9 | Movimento 5 Stelle                                      | 50.410  | 25,9 |
|                                     | Michele Abbaticchio      | 48.936  | 25,1 | Partito Democratico – Italia Democratica e Progressista | 34.548  | 17,7 |
| Alleanza Verdi e Sinistra           | Michele Abbaticchio      | 48.936  | 25,1 | 8.134                                                   | 4,2     |      |
| +Europa                             | Michele Abbaticchio      | 48.936  | 25,1 | 4.594                                                   | 2,4     |      |
| Impegno Civico – Centro Democratico | Michele Abbaticchio      | 48.936  | 25,1 | 1.660                                                   | 0,9     |      |
|                                     | Benedetto Grillo         | 9.689   | 5,0  | Azione – Italia Viva                                    | 9.689   | 5,0  |
|                                     | Sabino De Razza          | 2.604   | 1,3  | Unione Popolare                                         | 2.604   | 1,3  |
|                                     | Angela Rossano           | 2.472   | 1,3  | Italexit per l’Italia                                   | 2.472   | 1,3  |
|                                     | Donatella Bellomo        | 1.749   | 0,9  | Italia Sovrana e Popolare                               | 1.749   | 0,9  |
| Gesamt                              | Gesamt                   | 194.766 | 100  |                                                         | 194.766 | 100  |
|                                     |                          |         |      |                                                         |         |      |
| Ungültige Stimmen                   | Ungültige Stimmen        | 8.720   | 4,3  |                                                         |         |      |
| Wähler                              | Wähler                   | 203.486 | 57,3 |                                                         |         |      |
| Wahlberechtigte                     | Wahlberechtigte          | 354.965 |      |                                                         |         |      |
|                                     |                          |         |      |                                                         |         |      |
| Quelle: Innenministerium            |                          |         |      |                                                         |         |      |